# 韓服
韓服 （：／），或朝鮮服（朝鲜语：／），或朝鲜民族服飾，是朝鲜半岛、朝鲜民族（韩民族）的传统民族服装，韓服一方面受漢服文化相當程度的影響，一方面也有自己的演化，並產生有一定的區別與韓民族獨有的特徵。大致在18世纪时朝鮮半島正式完成獨立的、现代的韩服体系。韩服可以分为王室礼服、官服、士大夫服制以及平民服制。

## 歷史

### 三国时期

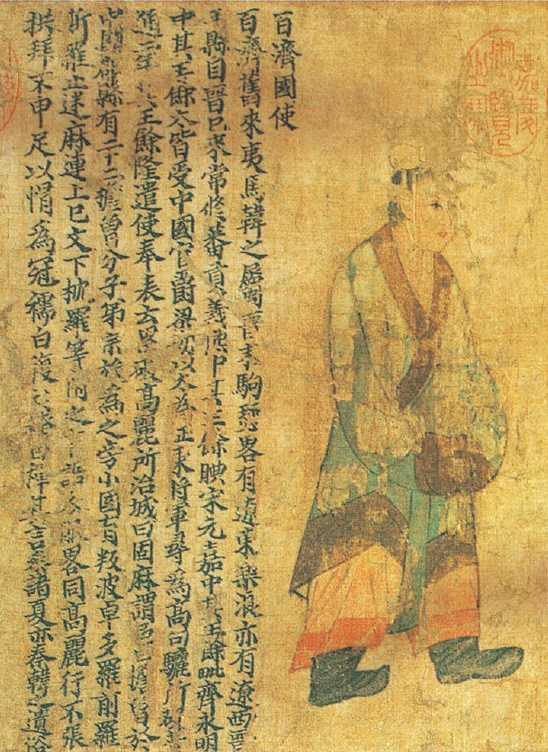
7世纪百济遣唐使服饰

韩服的历史可以追溯到朝鲜三国时代位于半岛北部和中国东北地区的高句丽服饰。从最早的6世纪高句丽墓葬壁画中，人们就可以看到包括襦、把持、裳等韩服构件。这些基本的韩服设计与构成一直延续到现在。
新羅法興王時期，曾模仿中國制定官員公服制度，百官服色為紫、緋、青、黃四色，幾乎和隋到初唐時的官員常服色序列一致。真德女王派金春秋入唐請兵，並請章服，唐太宗賜予其冠服，於是真德王三年( 650) ，“始服中朝衣冠”。664年，文武王下令新罗王后采纳唐朝服饰，随后新罗女性也开始接受唐朝服饰文化。据称，圆衫也是在统一新罗时期从唐朝引入。
新罗统一三国后，从唐朝和波斯引入各种的丝绸、锦缎和服饰潮流。期间，新罗从唐朝的第二个首都洛阳引入了齊胸襦裙。類似款式在丝绸之路沿岸国家很流行，这与西方的Empire silhouette也很相像。这个款式在新罗引进之初只在贵族女性穿着，普通民众并没有采纳。在统一新罗后的高丽王朝，这样的款式开始没落，但后又被贵族复兴。

### 高丽王朝

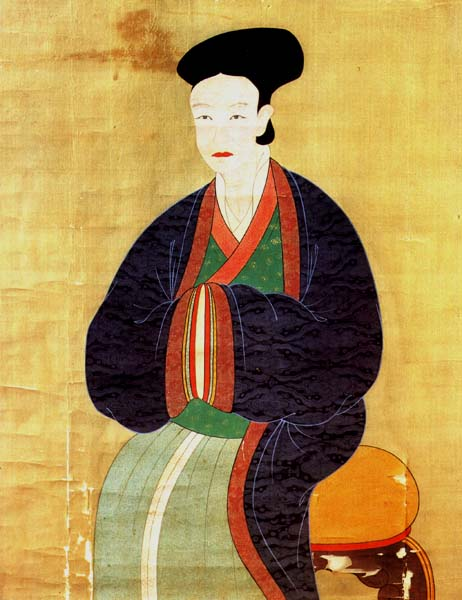
高丽王朝时期女性服饰

在高麗王朝初期，繼承新羅服裝的唐朝遺風，高麗國王王建臨死前召大匡樸述熙親授十條訓要， 其四曰“惟我東方舊慕唐風，文物禮樂悉遵其制。殊方異土人性各異，不必苟同。契丹是禽獸之國，風俗不同，言語亦異。衣冠制度慎 勿效焉。” 在高麗前期，王、王妃及百官服飾主要受遼、宋的賜服。 宋朝建立伊始，高麗就向宋朝朝貢，奉正朔，接受冊封；數十年後又開始向遼國奉表稱臣，接受遼主的冊封和賜服。 遼宋對高麗的賜服，基本都以宋製或者說“漢式”為主，比如九旒冕服、紫公服等等。 除賜服外，高麗本國所指定的禮服制也仿造唐宋制度製定，比如皇帝的袍、冕服，百官禮服也仿照宋制。
到高麗王朝後期，則主要以元朝服裝為主。高麗降元以後曾獲得“衣冠從本國俗，皆不改易”的許可，高麗大臣勸說“效元俗、改形易服”，高麗元宗還以“未忍一朝 遽變祖宗之家風”為由拒絕。 但很快到了元宗之子忠烈王在位時，自上而下開始了主動大規模蒙古化。 忠烈王在大都做人質時接受了蒙古習俗，回國即“辮髮胡服”，盡棄高麗舊俗，直接下令在國內推行蒙古服裝與髮式，以政令的形式由上而下展開：
“令境內皆服上國衣冠，開剃。蒙古俗，剃頂至額，方其形，留發其中，謂之開剃。時自宰相至下僚，無不開剃。”
高麗曾成為元朝的駙馬國達80年。當時元麗修“舅甥之好”，元朝公主齊國大長公主嫁入高麗為王妃，忠烈王以降，高麗國王世代為元朝駙馬，忠烈王並擔任元朝在其國土設立的征東行省長官。從此改穿蒙古服飾，在他以後的數位高麗王的統治內，所有官員都要剃去頭髮，並要穿著蒙古服飾。 元朝也不斷賜予高麗王、王妃及大臣服飾。 比如忠烈王四年（1277）元皇后賜王妃袍服，元帝賞賜王、公主、臣下金搭子表裡。
於是就這樣，高麗上下“皆服上國衣冠”，主動向元朝示好，如《高麗史·輿服志》所說“事元以來，開剃辮髮，襲胡服，殆將百年”， 甚至都超出元朝統治者的預期，至元十五年世祖皇帝問康守衡高麗服色如何，康守衡回答“服韃靼衣帽，至迎詔賀節等時以高麗服將事”時，忽必烈很驚訝，並說：“汝國之禮何遽廢哉。”

### 朝鲜王朝
高丽王朝末期(14世紀末），高麗大將李成桂建立李氏朝鮮王朝，又实行亲明朝政策，接受明朝赐服，全面更换回汉式的明代冠服。高丽恭愍王十九年（1369），朱元璋赐九旒冕服、远游冠服，马皇后赐高丽王妃冠服，包括七翚二凤九树冠、九等翟衣等，也是标准的明代親王妃礼服。民间和日常服装，男装也高度模仿明装，圆领、搭护、貼裏、道袍、深衣等等各種明代服装都被广泛使用，女装以袄裙为主，形制裁剪都是借鑑了明朝女性服飾。
唐朝時官員的烏紗襆頭的後繫帶為下垂帶樣式，新羅官員襆頭同為此樣式，而明代之後改為展角樣式，朝鮮王朝也改為短展角；王妃大禮服一直都為中國親王妃翟衣樣式。 是朝鮮王朝最高女性的服飾，作為宮中大禮服穿至朝鮮王朝末期。 朝鮮王朝對中國稱屬國，其王稱王不稱帝，國王正妻（王妃）對最高級別禮服為揄翟，無諱衣，王世子嬪最高禮服亦為揄翟。朝鮮王朝最早的赤翟衣最初是明朝皇帝惠宗朱允炆賞賜給朝鮮王妃的，是特許的親王妃級別的服飾。 朝鮮嬪妃，中宮在朝賀儀，朝見儀測風儀中服翟衣揄翟。 朝鮮王朝貴族女子服裝亦改為明朝漢服式樣，初期衣帶在右側，較幼及短，中後期移到較中間的位置並加粗、加長，女服為襖裙，到後期上衣（襦或襖）亦縮短。 朝鮮時代的女性宮廷常服稱唐衣。 禮服、朝服參照明朝式樣。 朝鲜王朝時期的王室及宮廷的文官，王室戴的冕冠、翼善冠、通天冠、皮弁等，文官們戴的主要有梁冠、烏紗帽、襆頭等都比明朝的等級低，工藝粗略些。 帝王大禮時所帶的冕冠等，明朝皇帝穿十二章冕服帶十二旒冕冠而朝鲜王朝按親王服制穿九章冕服帶九旒冕冠。
朝鮮人崔溥曾說：“蓋我朝鮮地雖海外，衣冠文物悉同中國……”朝鮮文人徐居正亦曾作詩云：“明皇若問三韓事，衣冠文物上國同。”這裡的 “上國”指的自然就是中國。 明王朝對朝鲜王朝也格外施恩，明太祖曾言：“九州之外，則每世一朝，所貢方物，表誠敬而已。惟高麗頗知禮樂，故令三年一貢。 ”這些都道出了明朝與朝鮮非同一般的關係。与明朝一样，朝鮮王朝也以儒家思想为治国理念，以衣冠制度别上下君臣、明等级礼仪。明朝在赐予朝鮮君臣服饰之时，十分注重君臣等级有别。对朝鲜国王及王妃等王室人员，明朝主要是给以冕服、玄圭绛纱袍、玉佩、玉带等物，而对于一般的使节则是给予一般的文武官朝服和公服，并根据他们官位的不同，也给与不同品级的冠服。这种等级分明的赐服制度对李朝服饰制度的发展有着明显的影响。
明宣宗宣德三年（1428年），朝鮮世宗李祹认为世子冠服同陪臣一等，有所不便，请加梁数，于是宣宗特赐世子六梁冠等朝臣二品，从此以后成为定制。宣德五年(1430年)又赐世子朝服一副，其中玉带玉环更为明一品章。李裪对此感叹：“其重我世子至也”。明英宗正统三年（1438年），李祹又因为永乐年间未赐远游冠绛纱袍而请赐。代宗景泰元年（1450年）夏四月，李祹又奏请赐世子冕服。
从朝鲜国王的不断请赐中，可以看出其对中华服饰文化的仰慕和对服饰等级制度的重视。
嘉靖时期朝鲜陪臣在议论本国冠服制度时，就主张效仿中国变革以“从时王之制”者，认为“中朝必嘉其同文同轨之化”、“仪章制度，皆效中华，中朝所以待我国异诸外国”等。明也极赞朝鲜”文物存商制，衣冠备汉仪”。
朝鮮也因遵循華製，而稱為小中華。從事農商的百姓全都穿著白苧布和烏巾四帶。 因此朝鮮族又自稱為白衣民族（백의민족）。
高宗二十一年（1884），由於衣服簡化令的頒布，士庶都將漆笠、週衣改良作為日常服。 中國明亡清起，朝鲜王朝在服制上卻未作任何改動，依然延續明朝冠制，直至西方入侵。貴族則開始流行西裝。 甲申衣制改革遭到大臣崔益鉉的堅決反對，認為“徒以用夷變夏，降人為獸”。 1897年從清朝朝貢體制擺脫出來的朝鮮改名“大韓帝國”，在日本侵略壓力下，朝鮮半島的國族認同和國家主義的興起孕育了“韓服”這個概念。 1960年代，為了讓韓服成為日常生活實用服，改良運動興起。 1960年代中期，開始正式禮服化。 富裕階層開始穿名牌高級韓服。 直到1970年代，韓國開始正視本國傳統文化中的精華部分。 尤其是以1988年漢城奧運會為起點，國民突然就對固有文化原形有了一種保護的觀念，整個國民保護傳統文化的意識增強了。 漢城奧運會代表團前面的禮儀小姐均身著傳統韓服。 對傳統文化的熱衷也帶動了以傳統素材設計改良的韓服，特別是高價苧麻和紵布等傳統布料成為流行的夏季衣料。 1990年代後，韓國開始意識到了韓服的國際化及其重要性。

## 贵族礼服
朝鲜官服、朝服、宫廷重要礼服一直保留汉服制度，悉遵華制，并随汉服变化而变化。
《世宗莊憲大王實錄》中五礼的作法、服饰以及器物都是源自明朝周礼制度。根据朝鲜五礼《序文》，朝鲜世宗大王命令拟定吉凶兵军嘉五礼，“取本朝已行典故，兼取唐、宋舊禮及中朝之制。”中朝指的就是当时朝鲜的宗主国明朝。
朝鮮王朝時代，王妃、嬪御、公主、翁主，以及貴族婦女進宮時以及尚宮、醫女，會穿著「唐衣」，上衣的前襟和後襟較長、有些長到及膝的程度，穿時要把雙手放在前襟之內。唐衣是正面常常垂下的赤古里（저고리），王侯贵族女性的第二礼装，用于出席主要庆典。王室女性的唐衣有金色镶边，其他人则没有。女性大禮服則是圓衫。圓衫是朝鲜时代（西元1392-1910）王族女性、贵族女性和贵妇的正礼装，材料为绢（蚕丝），肩上、胸和背面前镶有代表阶层的金箔装饰的大袖服装。作为中国附属国时，朝鲜王后所穿的圆衫是红色的。朝鲜公主和王妃所穿的圆衫是绿色的。上面饰有寿福二字。王妃绿圆衫的补子是茶色的，胸背上有双凤纹。绿圆衫也是王后和公主、翁主在较小规模庆典上穿著的小礼服，也是宫中的高级别宫女和贵妇人的主礼服。到了朝鲜时代末期，也允许平民在婚礼上穿著，但其款式较为简单。民间用袖口大多以彩色缎子代替烫金图案，以此与宫廷礼服区别。男女外出時會穿著稱為「袿衣」的長外套，貴族女性出門則需用綠袿衣遮蓋頭部。
- 朝鲜国王九旒冕服
- 朝鲜祭服
- 朝鲜朝服
- 朝鲜國王远游冠绛纱袍
- 朝鲜國王赤袍、王妃赤翟衣與內人、宦官的服飾
- 王妃赤翟衣
- 朝鮮王朝王妃的绿圆衫
- 织金葡萄吉祥纹凤凰胸背
- 朝鮮王朝親蠶禮中嬪的圓衫禮服
- 親蠶禮穿圓衫的王妃（左）和穿唐衣的尚宮（右）
- 朝鮮王朝王族女性的唐衣
- 唐衣
- 朝鲜王朝神贞王后的花冠阔衣画像
- 花冠阔衣

朝鲜冕服是高丽时代和朝鲜时代明朝皇帝赏给朝鲜国王的祭拜宗庙和社稷的祭服（제복）以及正朝、冬至、朝会、受册和纳妃所穿的大礼服。九章冕服最早是明太祖朱元璋下赐给朝鲜国王李成桂的，同时还赐给王妃珠翠七翟冠和霞披金坠。九章冕服是明朝郡王级别的冕服。明朝的赤翟衣最初是明朝皇帝明惠宗朱允炆下赐给朝鲜国王的，是特许的亲王级别的服饰。朝鲜嫔妃、中宫在朝贺仪、朝见仪、册封仪中服翟衣朝鲜纳妃仪中，朝鲜王子服冕服，王妃服翟衣。朝鲜官员的夫人多着圆衫。嘉礼仪式中着唐衣。朝鲜甚至照搬汉服的丧服服制。朝鲜丧服也体现了亲亲尊尊。
嘉靖前，明朝皇帝均以藩王之礼待朝鲜国王，从未有所突破。以赐服为例，建文和永乐皇帝，均赐朝鲜国王九旒冕服。清朝在甲午战争战败，1897年朝鲜王朝宣布脱离清朝，朝鲜高宗李熙称帝，改元“光武”，改国号为“大韩”。遂改为天子等级的十二章冕服，追封闵妃为明成皇后，以天青翟衣为皇后礼服。朝鲜国王始服黄袍，王妃所穿的圆衫也变为黄色。
- 朝鲜国王九旒冕冠服
- 高宗称帝后黄袍加身
- 大韩帝国时期的天青翟衣
- 大韩帝国皇妃的黄圓衫
- 大韩帝国皇室合照
- 大韩帝国末代皇后的黄圆衫
- 贵妃圆衫姿
- 阔衣
- 大韩帝国德惠翁主唐衣姿

## 官服
- 国王赤袍
- 袞服
- 双鹤胸背翡玉色官服
- 双鹤胸背
- 鹤胸背官服
- 官员绿袍
- 无胸背的团领
- 朝鲜高宗衮龙袍
- 着朝鲜王朝末期官服的穆麟德

新羅始制百官公服。至眞德王二年，始成唐制。朝鲜官服继承了明朝的官服制度。服是官府发给官吏的制服，又叫做团领，团领前后佩戴胸背（흉배）。朝鲜国王服衮龙袍。朝鲜后期官吏大分为文官和武官，并穿戴各自不同的官服，穿着官服时还要佩戴冠帽﹑带﹑靴等各种附带品。官吏的品阶不同，官服的颜色或附带品的材料和纹样等都存在差异。整套官服包括袍子﹑带子﹑纱帽﹑木靴。袍子兩腋有袵。官阶不同，官袍的颜色﹑胸背的纹样﹑带子的材质都有所不同。朝鲜国王的官服是红底金色图案的蟒袍。高级官员按照唐宋公服制度，文官以瑞鸟补子，武官以猛兽补字区分官阶。胸背采用与袍子一样的面料，在上面绣上飞禽走兽以装饰官服，也代表官位的不同。还会绣上云﹑如意珠﹑波浪﹑岩石﹑水纹﹑不老草﹑水珠﹑花﹑牡丹等纹样。双鹤纹样用于堂上官（正三品以上的官员）级别的文班。双虎胸背用于正三品级以上的堂上官武班。官服的头饰是纱帽，其具有前低后高的双层结构，后侧有两翼，用竹丝和马尾毛勾勒出形态后罩上薄绸缎制作而成。犀带是正一品级的官员才能使用的官带，由犀角制成。正二品用鈒金，从二品用素金，正三品用鈒銀，从三品以及四品用素銀，五品以下黑角带。庶人在官者，用团领而无胸背。諸生用方領。
朝鲜官服内着深衣。朝鲜官员的常服为道袍、方巾。道袍是过去士大夫、儒生的常服。武官服装即军服的一部分，叫做同多里（동다리），是一种大身和袖子颜色不同的直领袍，特点在于身和袖用不同的布料制作。战服是武官套在同多里外面的无袖长两当。
- 官服制式
- 武官官服双虎胸背
- 同多里
- 红帖裏竹笠
- 姜世晃乌帽野服自画像

## 士族男子服飾
儒家兴盛以来，朝鲜儒学者盛行穿根据《礼记·深衣》所载由苎麻所制的白紵深衣，且呼以大敞衣、中致莫（중치막）、小敞衣等袍衣类名称。乃至以深衣送终。中致莫是朝鲜士人的一种直领袍，源自明朝的中单。高丽王以皂巾白紵袍为燕居之服。朝鲜李朝学者李滇认为“东俗以签子及白布道袍为最尊之服，吉凶通用。”周衣（주의）式样同袄，只是比袄长，垂至膝下，是成年男子的礼服。有单、夹、棉之分，常用苎麻、木棉、绸缎等制作，颜色多青色或灰色。道袍，多用麻布缝制，斜领、左衽、宽袖，下摆长至脚面，前后垂有同肩宽的布条，垂直下摆，胸上部扎道袍带。18世纪朝鲜士族于公服外皆用明紬。子女嫁娶自納采以至衣裳，用紬而不用緞。深衣之缘则用黑缎。
士族平居多戴幅巾、方冠、程子冠、東坡冠。街上俱用黑笠，穿唐鞋、雲鞋。儒服道袍，朝士常服亦用之。网巾用皂紵。
- 道袍
- 鹤氅衣
- 深衣
- 高麗官員李齊賢深衣像
- 金萬增深衣像
- 方冠白布道袍
- 東坡冠白布道袍
- 東坡冠白布道袍
- 黑笠道袍
- 黑笠道袍
- 1860年在北京的朝鲜士族
- 士族常服
- 周衣
- 男裝韓服的一種——周衣

## 士庶女子服饰
阔衣是高丽王朝和朝鲜王朝时期朝鲜公主和翁主的大礼服。阔衣上饰有红线绣上的十种高贵植物和动物，在朝鲜文化裡代表了长寿、幸运和富贵。同时阔衣也是皇室女性和贵族女性结婚仪式上所穿的嫁衣。阔衣在朝鲜时代起初是上流阶层妇女们的礼服，到后期平民也被允许穿著。礼服的面料多以枣红色贡缎、花纹缎、洋缎等做成；衬裏则多用蓝色，无花纹。由于阔衣相当昂贵，普通百姓则以绿圆衫作为新娘结婚礼服。袄裙是朝鲜王朝女性的常服，沿用了明朝以前的制式，而只有贵族女子才能着长衫。庶民女性则在裤子外罩上蓬松的裙子。从18世纪末开始，朝鲜平民女子的上衣长度逐渐变短，甚至露出了胸部，但此理据在后代具有很大的争议。朝鮮日治時期，日本殖民者禁止女性韓服原來開胸，方便哺乳的設計。
- 朝鲜王朝中期士族少女装束
- 朝鲜王朝中期士族已婚婦女装束
- 王朝时期的袄裙
- 古代赤古里裙
- 姜降戌來
- 20世纪初的赤古里裙
- 20世纪初的赤古里裙
- 现代赤古里裙
- 穿著現代赤古里裙的女子（釜山）

## 庶民男子服饰
平民的日常服是短衣、裤子，没有冠帽(多扎白巾)。朝鲜男装白色居多，爱穿“灯笼裤”。男子的上衣衣短、斜襟、宽袖、右衽、无纽扣。
- 朝鲜平民
- 19世纪末的朝鲜平民装束
- 马褂子
- 裤

## 頭飾
- 朝鲜国王的翼善冠
- 官员的乌纱帽
- 士大夫的唐巾
- 宕巾
- 幅巾
- 臥龍冠
- 四方平定巾
- 程子冠
- 朝鲜翟冠
- 花冠
- 帽子
- 虎巾
- 佩載傳統黑笠、穿周衣的男子
- 金時習大帽画像
- 战笠
- 宕巾、网巾等朝鲜冠帽

男性和女性都會在頭上紮辮子，直至成年或結婚為止。成年或已婚男子會把頭髮結成髮髻在頭頂（戴烏紗帽或戴代表道學的程子冠），白丁则只能扎头巾与戴草笠，成年未婚的少數女性和一般宮女（內人）、官婢（如巴只、醫女等）則把辮子盤在腦後並以稱為唐只的粗帶束起（古代朝鮮人多數早婚，大部份人在未成年前已經結婚）。
已婚女性、妓生（藝妓）、高級女官（尚宮、尚儀、尚服等）會戴上加髢（假髻），即把假髮弄成盤狀戴上，始於高麗，忠烈王下令高麗全國穿蒙古服、留蒙古髮髻（編髮）。後來朝鮮太祖李成桂開國，採「男降女不降」政策，男性恢復漢制，女性則「蒙漢並行」，後來發展成「加髢」樣式。
加髢是身份、財富的象徵，有錢人、貴族婦女和妓生喜歡在加髢上加上各種飾物，有些婦女，尤其是貴族婦女，加髢甚至超過三圈，宮中甚至發展出「木頭假髻」，平民及家境一般的婦女則只有一圈。王族婦女禮服的加髢正面正上方有玉板一個，左右各有花簪作為頭飾，通稱為「鳳首」，這也是牒紙的一種，代表身分與地位，有嚴格規定。王族婦女、尚宮會於加髢和頭頂之間放一「子供枕」。
後來婦女的加髢越來越大，形成奢侈風氣，時有婦女因加髢過重折斷頸項至死，宮中才禁止已婚王族婦女及女官於日常佩戴加髢，但仍然會在重大日子佩戴。後來已婚婦女就改為只把辮子盤成髮髻並插上髮簪而不戴加髢。

## 場合
- 大韩民国总统朴槿惠宴请美国国防部长查克·黑格尔
- 新人礼服
- 穿阔衣的新娘
- 韩国现代婚礼
- 周岁纪念
- 抓周
- 家庭合影
- 韩国茶礼
- 晋州抛毬樂舞
- 朝鲜傩舞
- 朝鲜祭礼
- 牙箏演奏
- 说唱艺术
- 儿童韩服
- 韩国政治家姜基甲
- 韩国釜山APEC峰会上着周衣的各国元首

韓服按不同的場合而分為不同類型，包括：日常生活、典禮和特定場合。典禮服飾是在一些正式、隆重的場合時穿著，例如嬰兒滿月、婚禮和葬禮。朝鮮婚禮新娘戴花冠，穿背子。新郞跨白马，衣紫绡团领、系犀带、戴复翅纱帽。雁父朱笠黑团领，捧雁徐步在前。乳母戴黑缯羃罗，跨马随后。
由於韓服穿著不便，加上二戰後西服開始普及，除了在正式的場合和一些古老鄉村外，現在已很少韓國人會在日常生活中穿着韓服。近年亦有人製造改良韓服（又稱生活韓服）作日常生活穿著之用，不過整體來說現代穿著韓服的人主要還是女多男少，而穿著的場合大部份也都是像節慶、婚禮等隆重場面居多。在北韓則有較多人仍然經常穿著韓服，尤其是農村地區，一些學校也會以改良韓服作為校服。
而朝鲜王朝時代，即使是賤民男人在婚禮時也可穿一次官服。

## 各種韓服

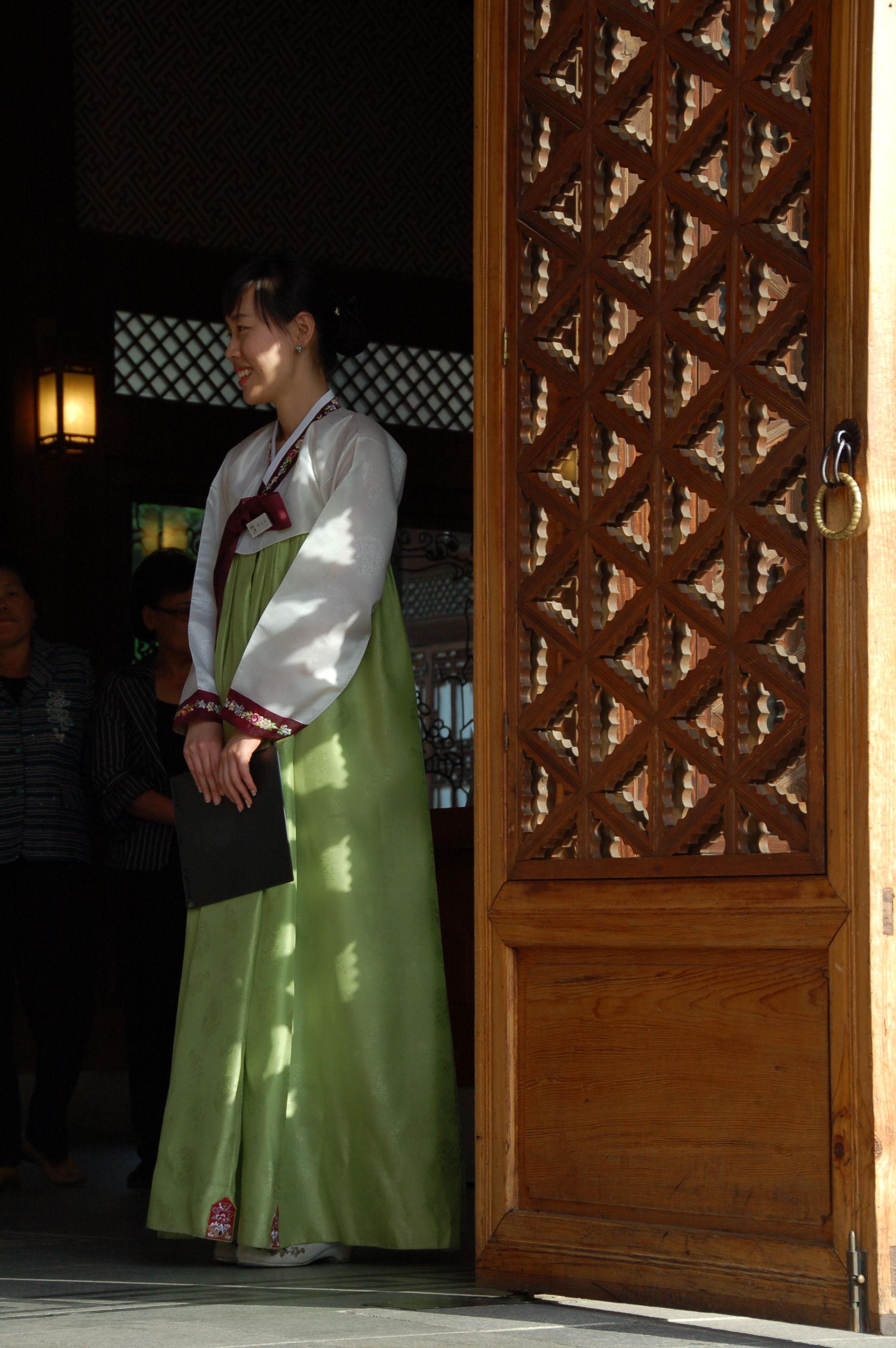
一般樣式的女裝韓服
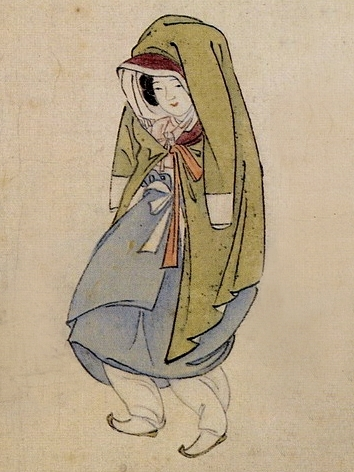
长衣羃首
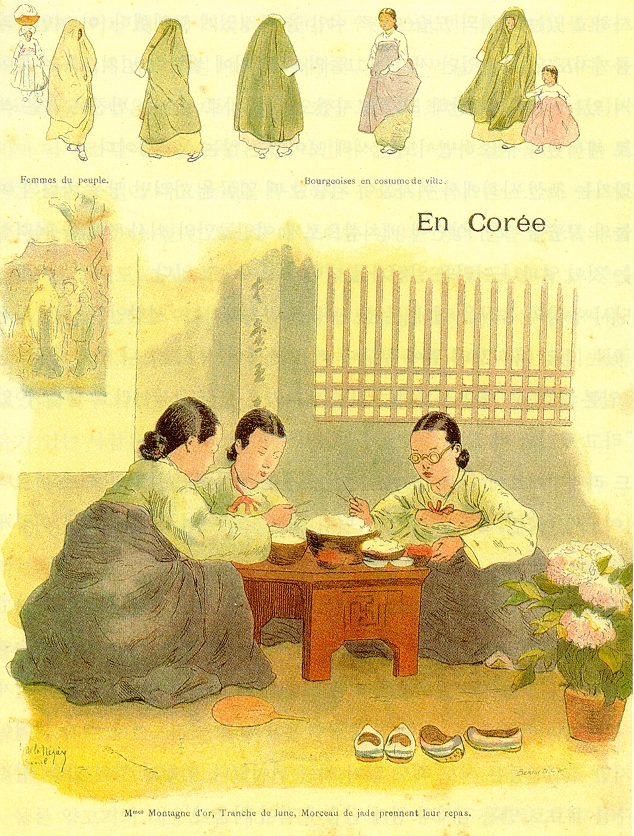
法國畫家筆下用袿衣罩著頭部的婦女（上）和穿袒胸韓服的婦女（下）
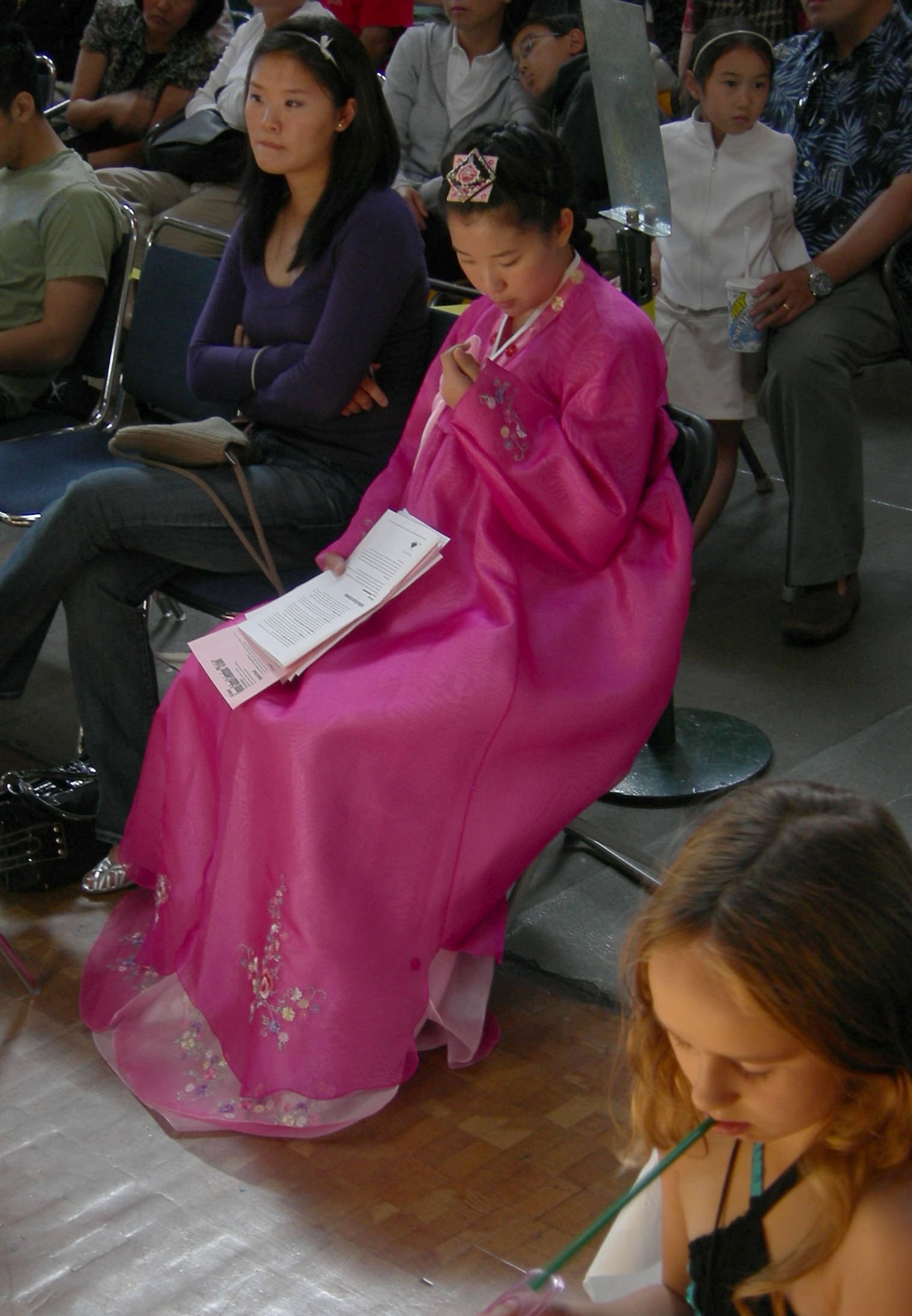
穿上袿衣的女子
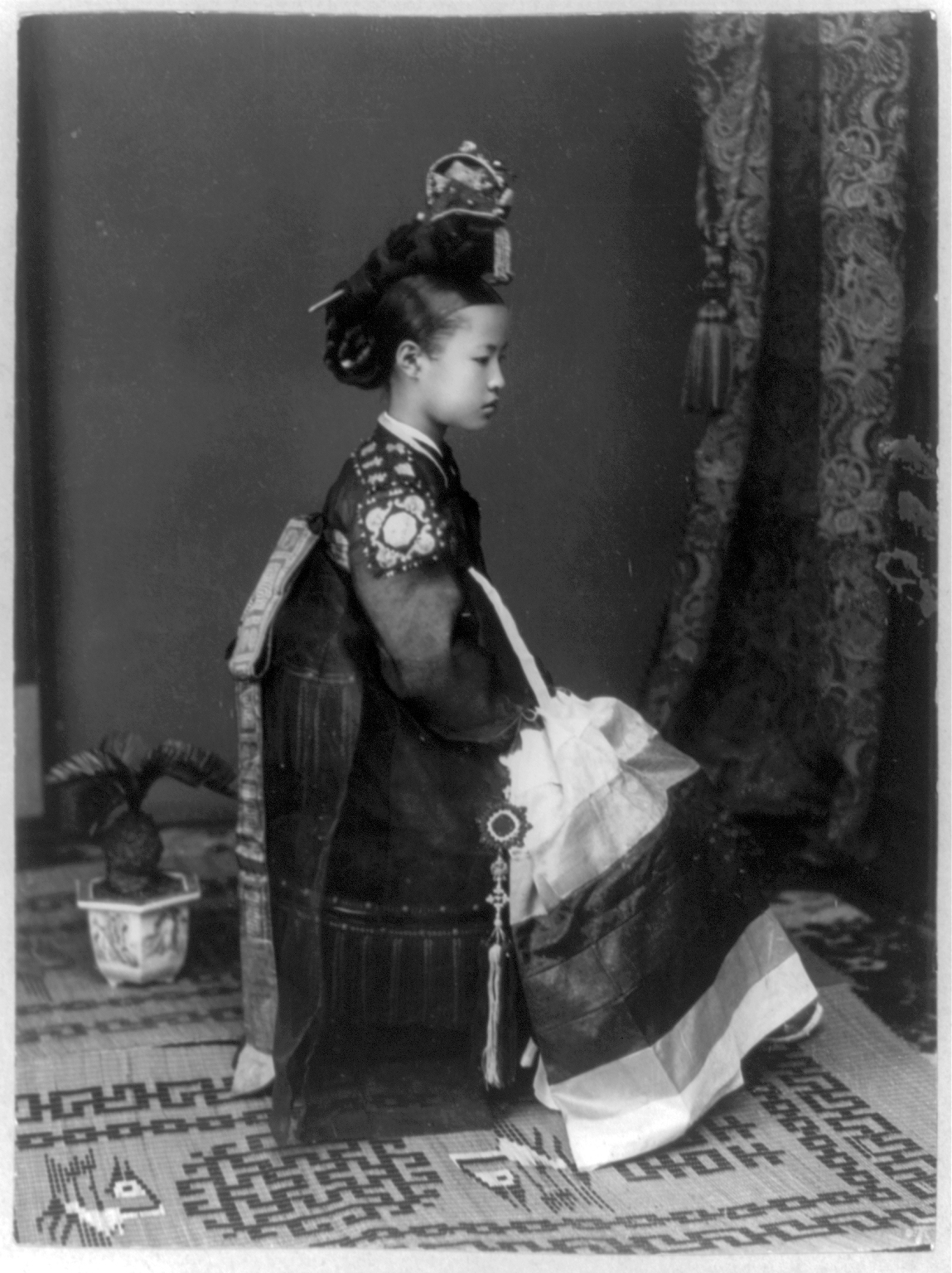
日治时代的朝鲜妓生
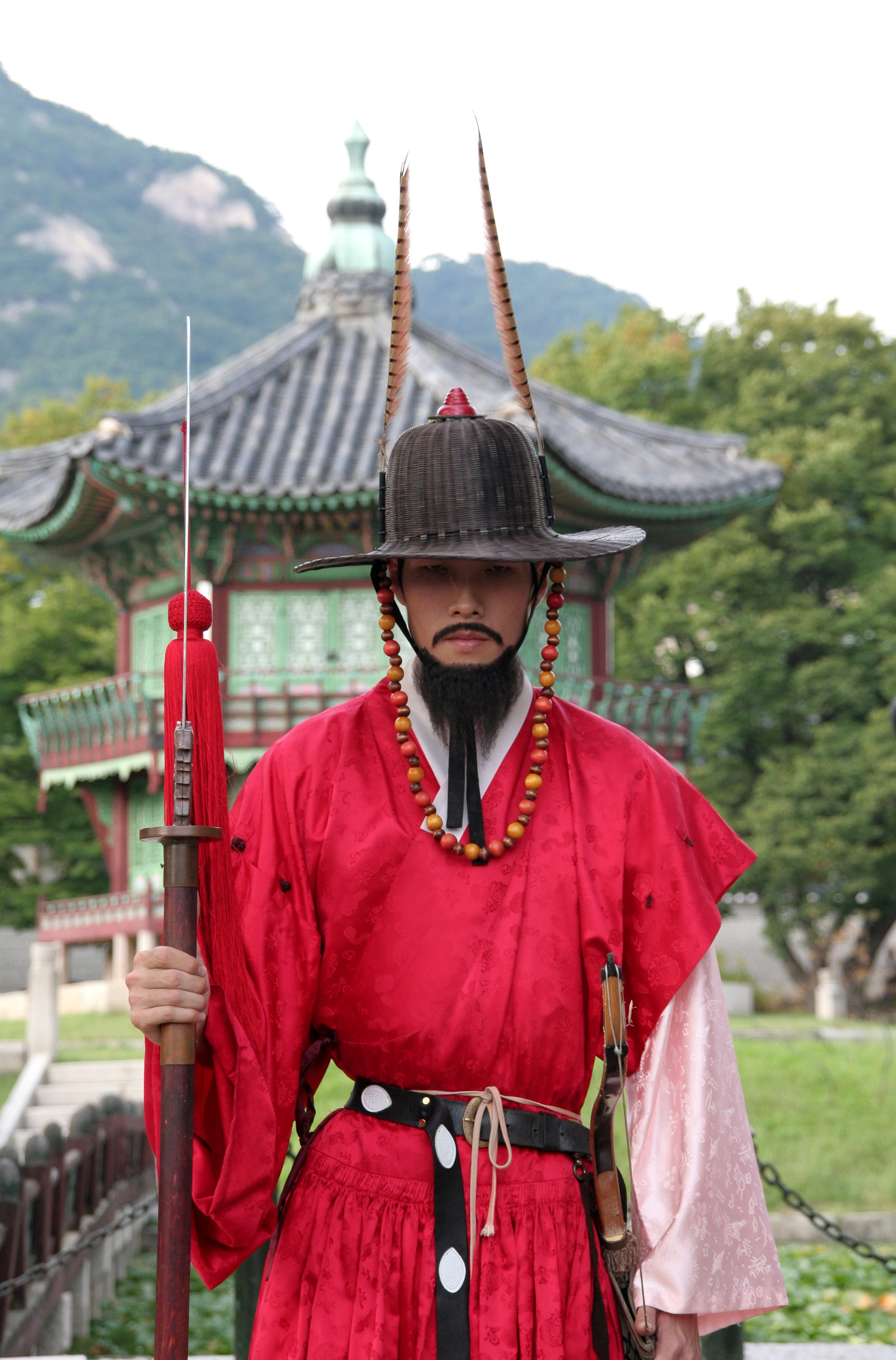
王室近卫竹笠红帖裏
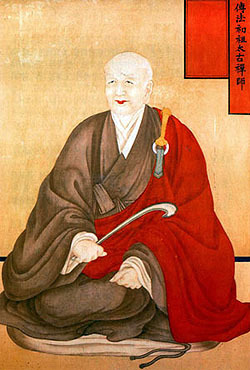
朝鲜僧人
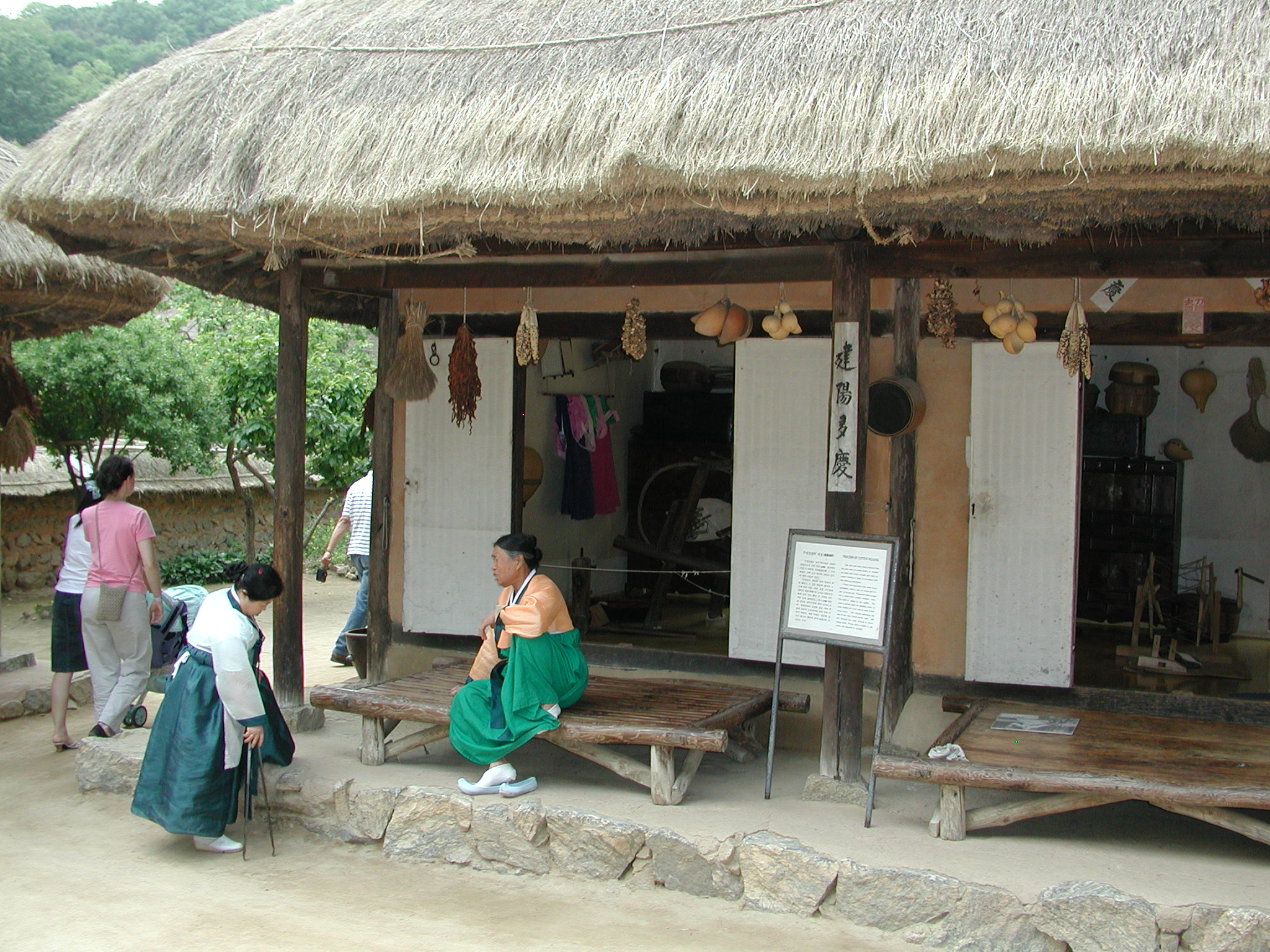
平民
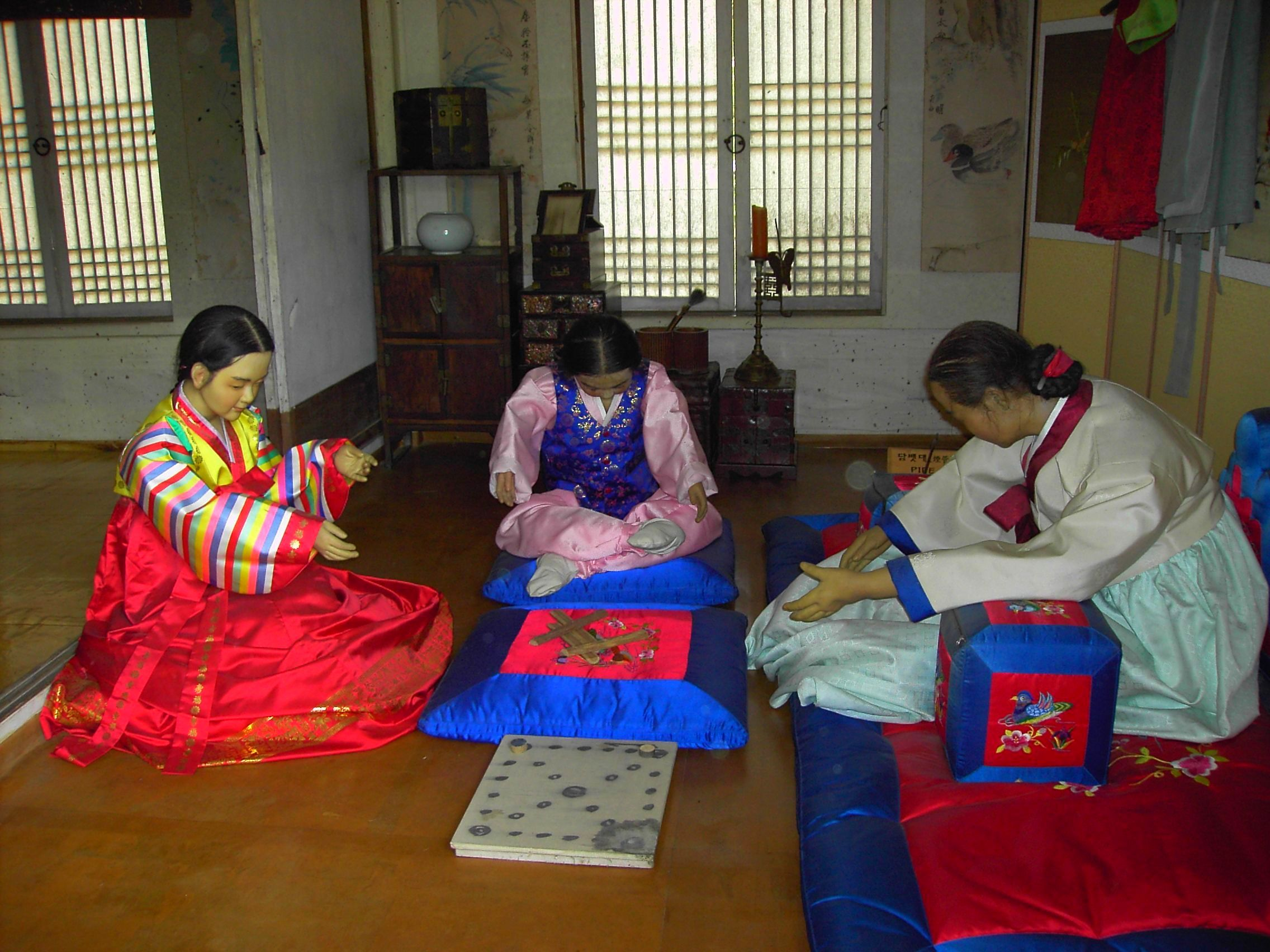
玩遊戲的兩女一男
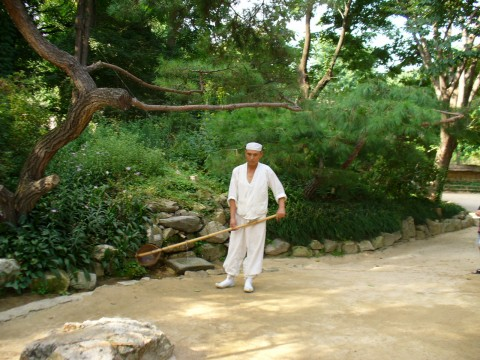
農民
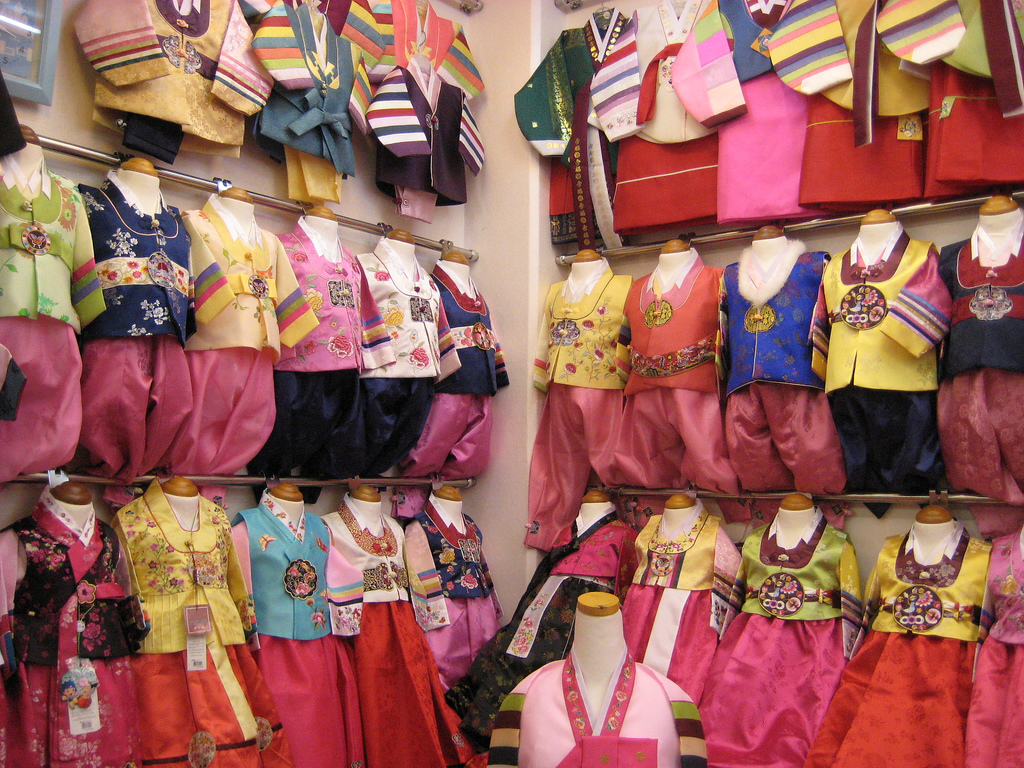
童裝改良韓服
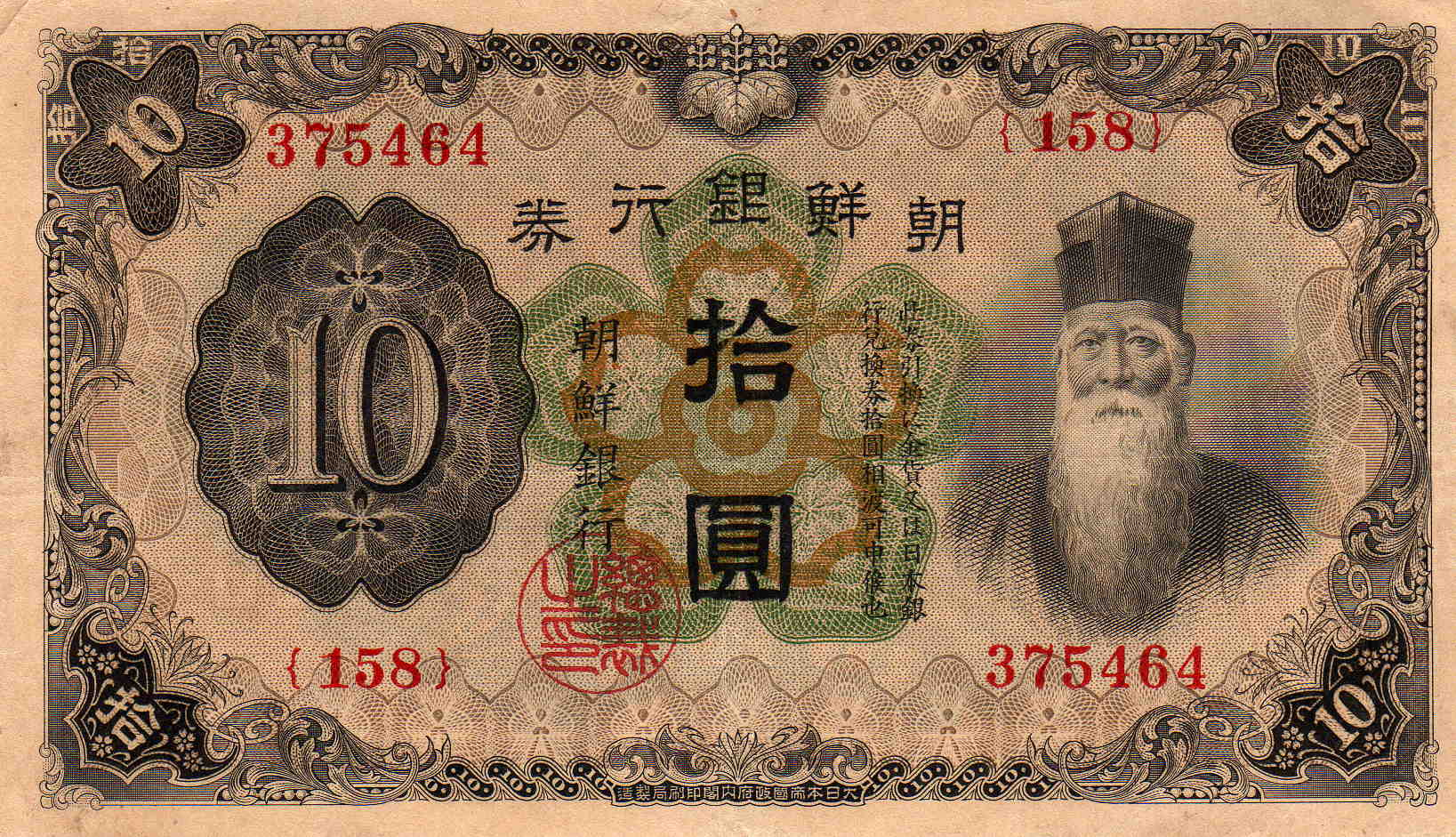
1944年朝鮮銀行紙幣上的韩服
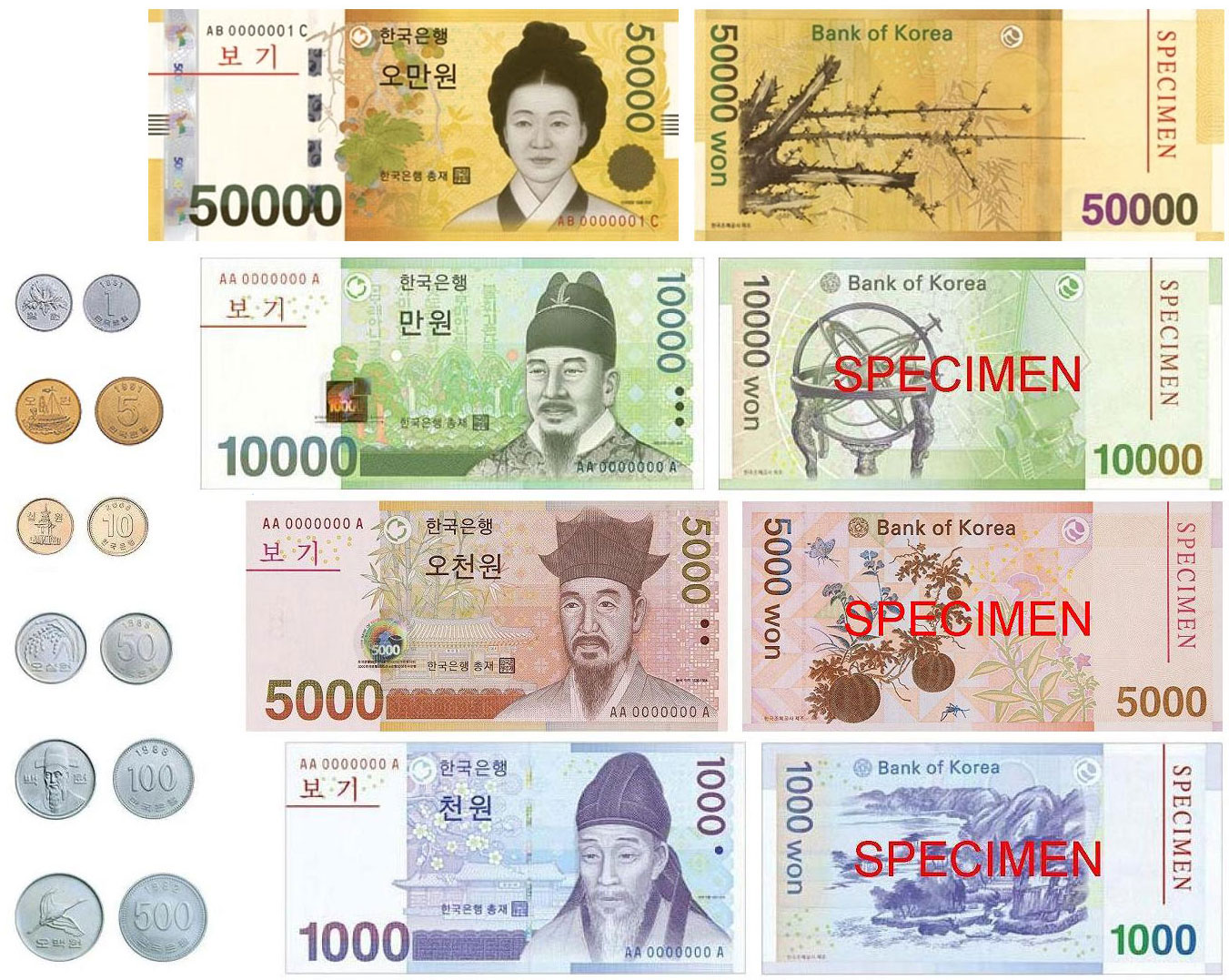
钞票上的韩服